# 疣梗杜鹃
疣梗杜鹃（学名：Rhododendron verruciferum），为杜鹃花科杜鹃花属下的一个植物种。